# Giuseppe Avitabile
Giuseppe Avitabile (* 10. September 1920 in Neapel; † 13. Januar 2010 in Rom) war ein italienischer Diplomat.

## Werdegang
Von 18. Oktober 1968 bis September 1973 war er Generalkonsul in Chicago.
1973–1978 war er Geschäftsträger in New Delhi.
Januar 1978 erhielt er Exequatur als Italienischer Generalkonsul in Frankfurt am Main.
1981 heiratete er Gunhild Eisele Gabbert Avitabile, welche Joana und Federica in die Ehe brachte.
Aus seiner ersten Ehe mit Milena Hendrichova gingen die Kinder Daniela und Elena hervor.
Am 11. November 1982 landete er im Auftrag der italienischen Regierung in Buenos Aires, um von der argentinischen Militärregierung unter Reynaldo Bignone, zu erfahren was mit etwa 300 italienischen Bürgern und Personen italienischer Herkunft geschehen ist, die während der Operation Condor verschwanden.
Von 6. Februar 1984 bis 1986 war er Botschafter in Guatemala unter Óscar Humberto Mejía Víctores, vorher hatte unter der Regierung von Efraín Ríos Montt der Bürgerkrieg in Bezug auf den Einsatz von paramilitärischen Gruppen einen bisher nicht gekannten Höhepunkt erreicht.
1986 wurde er in den Ruhestand versetzt.